# Vementry
Vementry est une île inhabitée des Shetland, au Royaume-Uni.

## Géographie
Vementry fait partie des Shetland, un archipel dans le nord des îles Britanniques, au nord-nord-est de l'Écosse. Elle est voisine de Mainland, la principale île de l'archipel, qui se trouve au sud, de Muckle Roe au nord-est et de Papa Little à l'est. Ses côtes sont découpées en de nombreuses péninsules qui délimitent autant de criques et baies. L'intérieur vallonné des terres comporte plusieurs lacs dont le plus grand possède deux îles.
Deux batteries datant de la Première Guerre mondiale et un cairn dolménique du Néolithique comptent parmi les constructions de l'île.
En 2023, une ferme marine pour la pisciculture du saumon est en projet au large de Vementry.